# Torneio Governador Luiz Viana Filho de 1967
O Torneio Governador Luiz Viana Filho ocorreu no ano de 1967,[carece de fontes?] foi uma competição organizada em homenagem ao Governador do Estado da Bahia Luiz Viana Filho (em grafia antiga), advogado, professor, historiador, escritor e eleito para a Academia Brasileira de Letras como terceiro membro da cadeira 22. Tamanha importância foi o motivo pelo qual o torneio leva seu nome. A disputa ocorreu no primeiro semestre do ano, mais precisamente no mês de maio. A competição contou com a participação dos clubes locais (Bahia, Leônico e Vitória) e o convidado de Pernambuco, o Náutico.

## Clubes participantes
- Bahia
- Leônico
- Náutico
- Vitória

## Regulamento
A competição foi disputada em formato de pontos corridos, todas as partidas foram disputadas em Salvador, no estádio da Fonte Nova (posteriormente demolido e substituído pela Arena Fonte Nova), o torneio ocorreu em turno único todos enfrentando todos em um total de 3 partidas para cada time, ao final da competição a equipe que estivesse em primeiro lugar era a campeã do torneio.

## Partidas
| Time 1  | Placar | Time 2  | Data       |
| ------- | ------ | ------- | ---------- |
| Bahia   | 0-0    | Vitória | 07/05/1967 |
| Leônico | 1-1    | Náutico | 07/05/1967 |
| Bahia   | 2-1    | Leônico | 10/05/1967 |
| Vitória | 1-2    | Náutico | 10/05/1967 |
| Leônico | 2-1    | Vitória | 12/05/1967 |
| Bahia   | 2-3    | Náutico | 12/05/1967 |

## Classificação Final
| Classificação - Final | Classificação - Final | Classificação - Final | Classificação - Final | Classificação - Final | Classificação - Final | Classificação - Final | Classificação - Final | Classificação - Final | Classificação - Final |
| Time                  | Time                  | PG                    | J                     | V                     | E                     | D                     | GP                    | GC                    | SG                    |
| --------------------- | --------------------- | --------------------- | --------------------- | --------------------- | --------------------- | --------------------- | --------------------- | --------------------- | --------------------- |
| 1                     | Náutico               | 5                     | 3                     | 2                     | 1                     | 0                     | 6                     | 4                     | +2                    |
| 2                     | Bahia                 | 3                     | 3                     | 1                     | 1                     | 1                     | 4                     | 4                     | 0                     |
| 3                     | Leônico               | 3                     | 3                     | 1                     | 1                     | 1                     | 4                     | 4                     | 0                     |
| 4                     | Vitória               | 1                     | 3                     | 0                     | 1                     | 2                     | 2                     | 4                     | -2                    |

* Nota: Até 1994, cada vitória valia 2 pontos, entre 1975 e 1977 cada vitória por 2 ou mais gols de diferença dava um ponto extra ao vencedor.
* ²Nota: O Náutico se sagrou campeão invicto da competição.
| Torneio Governador Luiz Viana Filho de 1967 |
| ------------------------------------------- |
| Clube Náutico Capibaribe Campeão            |